# 2018年の経済
2018年の経済（2018ねんのけいざい）では、2018年の経済分野に関する出来事について記述する。
国旗が無い記述は、日本における出来事である。
2017年の経済 - 2018年の経済 - 2019年の経済

## できごと

### 1月
- 1日
  - 札幌信用金庫、小樽信用金庫、北海信用金庫が対等合併し、北海道信用金庫が発足[1]。
  - SMBC日興証券がSMBCフレンド証券を吸収合併。これにより、預かり資産で国内第2位の大和証券に肉薄[2]。
- 5日
  - 日銀は12月末の資金供給量が過去最高の479兆9976億円となったと発表した[3]。
  - 大韓民国の中央銀行は11月の経常収支(速報値)が74.3億ドルの黒字と発表した。黒字は69ヶ月連続[4]。
- 12日
  - ユーロ/ドルが3年ぶりのユーロ高、1.2177ドルとなった[5]。
  - 日本の財務省は11月の経常収支が1兆3473億円の黒字と発表した[6]。
- 15日 -  イギリス建設2位のカリリオン（英語版）が会社清算を申請[7]。
- 18日 - 中国国家統計局は10-12月期の国内総生産が前年比6.8%増と発表した。17年のGDPは前年比6.9%増[8]。
- 23日 - 日経平均株価が26年ぶりの高値2万4124.15円となった[9]。
- 25日 - マレーシアの中央銀行は政策金利を0.25%引き上げ3.25%とした[10]。
- 26日
  - アメリカ合衆国商務省は10-12月期の国内総生産(速報値)が年率換算で前期比2.6%増と発表した。17年のGDPは前年比2.3%増[11]。
  - 日本厚生労働省は10月末の外国人労働者数127万8670人だったと発表した。前年同期から18%増[12]。
- 27日 - 暗号通貨取引所のコインチェックは580億円相当のNEM (暗号通貨)が流出したと発表した[13]。
- 30日
  - 日本厚生労働省は12月の有効求人倍率は44年ぶりの高水準1.59倍と発表した[14]。
  - 日本総務省は12月の消費支出は前年比実質0.1%減と発表した[15]。
  - 欧州連合統計局は10-12月期の国内総生産(速報値)は前年比2.7%増と発表した[16]。
- 31日 - 台湾統計局は2017年の国内総生産(速報値)が前年比2.84%増と発表した[17]。

### 2月
- 1日 - ロシア統計局は2017年の国内総生産(速報値)が前年比1.5%増と発表した[18]。
- 2日
  -  ダウ工業株30種平均の終値が前日比665ドル75セント安の2万5520ドル96セントとなり、9年2カ月ぶりの下げ幅となった[19]。
  - アメリカ合衆国の長期金利は4年ぶりの高水準2.85%となった[20]。
- 5日
  -  ダウ工業株30種平均の終値が前週末比1175ドル21セント安の2万4345ドル75セントとなり、史上最大の下げ幅となった（従来の最大記録は2008年9月29日の777ドル68セント）[21]。
  - 大韓民国の中央銀行は2017年の経常収支が784億6000万ドルの黒字と発表した。20年連続の黒字[22]。
- 7日 - 日本の厚生労働省は2017年の実質賃金（速報）が前年比0.2%減と発表した[23]。
- 8日
  -  ダウ工業株30種平均の終値が前日比1032ドル89セント安の2万3860ドル46セントとなり、史上2番目に大きな下げ幅となった[24]。
  - アメリカ合衆国の厚生労働省は2017年の実質賃金が前年比0.2%減と発表した[23]。
  - 日本の財務省は12月の経常収支が7972億円の黒字と発表した[25]。
  - メキシコの中央銀行が政策金利を0.25%引き下げ、7.5%とした[26]。
- 9日
  - 大韓民国の中央銀行はスイスとの通貨スワップ協定(限度額100億スイスフラン、期限3年)を締結したと発表した[27]。
  - ロシアの中央銀行が政策金利を0.25%引き下げ、7.5%とした[28]。
  - インドネシアの中央銀行は2017年の経常収支(速報値)が172億9,300万米ドルの赤字と発表した。国際収支は115億8,600万米ドルの黒字[29]。
- 10日 - イタリアの暗号通貨取引所BitGrailは211億円相当のNano(XRB)が盗まれ、全額補償は不可能と発表した[30]。
- 12日 - オーストラリアとペルーは2国間の自由貿易協定に署名。5年以内に99%の関税が撤廃される[31]。
- 14日 - 日本の内閣府は10-12月期の国内総生産(1次速報値)が前期比0.1%増と発表した[32]。
- 15日 - フランス国立統計経済研究所は10-12月期の失業率は8.9%と発表した。2009年1-3月期以来の低水準[33]。
- 16日 - 日本の総務省は2017年の消費支出が前年比0.3%減と発表した[34]。
- 18日 - 経済協力開発機構は2017年の大韓民国の失業率は3.73%と発表した。4年連続の悪化[35]。
- 20日 - ベネズエラ政府は独自の仮想通貨「ペトロ」を発行した。国家が仮想通貨を発行するのは世界初めて[36]。
- 19日 - 欧州中央銀行は12月の経常収支が299億ユーロの黒字と発表した[37]。
- 21日 - イギリス政府統計局は10-12月の失業率が4.4%と発表した[38]。
- 28日 - フランスの国立統計経済研究所は2017年の国内総生産(改定値)が2%増と発表した[39]。

### 3月
- 1日 - 日本の財務省は10-12月の法人企業統計(金融業・保険業を除く)で利益剰余金(内部留保)が過去最高の417兆円と発表した。前年比11.2%増[40]。
- 2日
  - 日本の総務省は1月の完全失業率が2.4%と発表した。24年9ヶ月ぶりの低水準[41]。
  - カナダの統計局は10-12月の国内総生産が前期比1.7%増と発表した[42]。
- 6日 - 大韓民国の中央銀行は1月の経常収支(速報値)が26.8億ドルの黒字と発表した。黒字は71ヶ月連続[43]。
- 7日 - オーストラリア統計局は10-12月期の国内総生産が前期比0.4%増と発表した[44]。
- 8日
  - 日本の財務省は1月の経常収支が6074億円の黒字と発表した。43ヶ月連続の黒字[45]。
  - 日本の内閣府は10-12月期の国内総生産(2次速報値)が前期比0.4%増と発表した[46]。
- 9日
  - ナスダック総合指数が過去最高の7560.81となった[47]。
  - 日本の厚生労働省は1月の実質賃金(速報値)が前年比0.9%減と発表した。2カ月連続のマイナス[48]。
  - 日本の総務省は1月の消費支出が前年比1.9%増と発表した[49]。
- 12日 - ナスダック総合指数が過去最高の7588.325となった[50]。
- 15日 - ニュージーランド統計局は10-12月期の国内総生産が前期比0.6%増と発表した[51]。
- 21日
  - 三菱商事、2月21日から3月20日にかけ実施した三菱自動車に対する株式公開買い付け成立を発表、三菱自動車は三菱商事の持分法適用会社となる[52]。
  - アメリカ合衆国の中央銀行は政策金利を0.25%引き上げ1.5～1.75%とした[53]。
  - アメリカ合衆国商務省は2017年の経常収支が前年比3.2%増の4662億ドルの赤字と発表した[54]。
- 22日
  - 欧州中央銀行は1月のユーロ圏経常収支が376億ユーロの黒字と発表した[55]。
  - 香港の中央銀行(香港金融管理局)は政策金利を0.25%引き上げ2%とした[56]。
- 26日 - 上海先物取引所(zh:上海期?交易所)傘下の上海国際エネルギー取引所に原油先物が上場された[57]。
- 28日 - アメリカ合衆国商務省は10-12月期の国内総生産(確報値)が年率換算で前期比2.9%増と発表した。17年のGDPは前年比2.3%増[58]。
- 29日 - アメリカ合衆国商務省は2月の個人消費支出が前月比0.2%増と発表した[59]。
- 30日 - フランス国立統計経済研究所は2月の消費支出が前月比で2.4%増と発表した[60]。

### 4月
- 1日 - 朝日放送が商号を「朝日放送グループホールディングス」に変更し放送持株会社へ移行。放送事業を分割準備会社に承継し、テレビ放送事業を担う朝日放送テレビとラジオ放送事業を担う朝日放送ラジオが発足し、同社傘下に入る[61]。
- 4日 - 大韓民国の中央銀行は3月末の外貨準備高が過去最高の396.7億ドルと発表した[62]。
- 6日
  - 日本の総務省は2月の消費支出が前年比0.9%減と発表した[63]。
  - 日本の厚生労働省は2月の実質賃金が前年比0.5%減と発表した。3カ月連続で減少[64]。
- 11日 - 大韓民国の統計庁は3月の失業率が17年ぶりの高水準4.5%と発表した[65]。
- 13日 - シンガポールの中央銀行(金融管理局)は自国通貨の名目実効レートの政策バンドを引上げると発表した。6年ぶりの金融引締[66]。
- 16日 - イランの中央銀行はトルコとの通貨スワップが行われたと発表した。通貨スワップ協定は前年10月に調印済み[67]。
- 17日 - 香港の中国政府は1-3月期の国内総生産が前年比6.8%増と発表した[68]。
- 19日 - 欧州中央銀行は2月のユーロ圏経常収支が351億ユーロの黒字と発表した[69]。
- 24日
  - アメリカ合衆国の長期金利（10年債利回り）は3%を超えた。2014年1月以来の最高値[70]。
  - 中華民国の行政院主計総処は3月の失業率が17年ぶりの低水準3.67%と発表した[71]。
- 26日 - 大韓民国の中央銀行は1-3月期の国内総生産(速報値)が前期比1.1%増と発表した[72]。
- 27日
  - ブラジルの地理統計院は1-3月の失業率が13.1%と発表した[73]
  - 日本の総務省は3月の完全失業率が2.5%と発表した。25年ぶりの低水準[74]。
  - フランス国立統計経済研究所は3月の消費支出が前月比で0.1%増と発表した[75]。
  - アメリカ合衆国商務省は1-3月期の国内総生産(速報値)が年率換算で前期比2.3%増と発表した[76]。
  - イギリス国立統計局は1-3月期の国内総生産(速報値)が前期比0.1%増と発表した。2012年以来の低成長[77]。
  - アルゼンチンの中央銀行は政策金利を3%引き上げ30.25%とした[78]。
- 30日 - アメリカ合衆国の商務省は3月の個人消費支出が前年比2.0%増と発表した[79]

### 5月
- 1日
  - 東京都民銀行・八千代銀行・新銀行東京の三行が合併し『きらぼし銀行』が発足[80]。
  - ギター製造大手ギブソン・ブランズが連邦破産法11条適用申立[81]。
- 2日
  - 日銀は4月末の資金供給量が過去最高の498兆3048億円となったと発表した[82]。
  - 欧州連合統計局は1-3月期の国内総生産(速報値)は前年比2.5%増と発表した[83]。
- 4日
  - アメリカ合衆国の労働省は4月の失業率は17年半ぶりの低水準3.9%と発表した[84]。
  - 大韓民国の中央銀行は3月の経常収支(速報値)が51.8億ドルの黒字と発表した。黒字は73ヶ月連続[85]。
  - アルゼンチンの中央銀行は政策金利を6.75%引き上げ40%とした。前日にも3%利上げしていた[86]。
- 7日
  - アルゼンチンの中央銀行は政策金利を6.75%引き上げ40%とした。前日にも3%利上げしていた[86]。
  - 原油先物のWTIが2014年1月以来の高値70.73ドルとなった[87]。
  - インドネシア統計局は1-3月期の国内総生産は前年比5.06%増と発表した[88]。
- 8日
  - 日本の総務省は3月の消費支出が前年比0.7%減と発表した[89]。
  - 武田薬品工業が460億ポンドでシャイアーを買収することに合意した。日本企業による過去最高額の買収となる[90]。
- 10日 - 日本の財務省は3月の経常収支(速報値)が3兆1223億円の黒字と発表した。17年度は21兆7362億円の黒字[91]。
- 11日 - 香港の統計局は1-3月期の国内総生産が前年比4.7%増と発表した[92]。
- 13日 - モナコインが13日から51%攻撃を受けた。1000万円規模の被害を受けた取引所があり、複数の取引所で承認数を増やした[93]。
- 16日 - 日本の内閣府は1-3月期の国内総生産(1次速報値)が前期比0.2%減と発表した[94]。
- 18日
  - 仮想通貨交換業者のコインチェックが4つの仮想通貨(XMR,REP,DASH,ZEC)の取り扱い廃止を発表した[95][96]。
  - 欧州中央銀行は3月のユーロ圏経常収支が320億ユーロの黒字と発表した[97]。
- 22日 - 台湾行政院主計総処が4月の失業率は過去18年来2番目に低い水準の3.64%と発表した[98]。
- 23日
  - 日本の厚生労働省は2017年の実質賃金（確報）が前年比0.2%減と発表した。2年ぶりに前の年を下回った[99]。
  - トルコリラ/円が史上最安値のリラ安、22.30円となった[100]。
  - トルコの中央銀行は政策金利を3%引き上げ16.5%とした[101]。
- 25日 - 日本の財務省は、日本の政府や企業、個人が海外で保有する資産から負債を差し引いた対外純資産残高が、平成29年末時点で328兆4470億円になったと発表した。前年末比2.3%減で、減少は3年連続。また、対外資産残高が初めて1000兆円を突破。米国向けの直接投資残高は過去最大を更新した[102]。
- 29日 - イタリアの長期金利は3年9ヶ月ぶりに2.9%付近まで上昇した[103]。
- 30日 - インドネシアの中央銀行は政策金利を0.25%引き上げ4.75%とした[104]。
- 31日
  - アメリカ合衆国商務省は4月の個人消費支出が前月比0.6%増と発表した[105]。
  - カナダの統計局は1-3月の国内総生産が年率換算前期比1.3%増と発表した[106]。
  - インド統計・計画実施省は1-3月の国内総生産が前年比7.7%増と発表した[107]。

### 6月
- 1日
  - アメリカ合衆国の労働省は5月の失業率は18年1ヶ月ぶりの低水準3.8%と発表した[108]。
  - 大韓民国の中央銀行は1-3月期の国内総生産が前期比1.0%増と発表した[109]。
  - 日本の財務省は1-3月の法人企業統計(金融業・保険業を除く)で利益剰余金(内部留保)が過去最高の426兆円と発表した[110]。
- 2日 - Visaは欧州でサービス障害が発生していると発表した[111]。
- 5日
  - 日本の総務省は3月の消費支出が前年比1.3%減と発表した[112]。
  - 南アフリカ統計局は1-3月期の国内総生産が前期比年率2.2%減と発表した[113]。
- 6日
  - オーストラリア連邦統計局は1-3月期の国内総生産が前期比1%増と発表した[114]。
  - インドの中央銀行は政策金利を0.25%引き上げ6.25%とした[115]。
- 7日
  - ドル/ブラジルレアルが2年3カ月ぶりのドル高、3.96レアルとなった[116]。
  - 欧州連合統計局は1-3月期の域内総生産(確報値)は前期比0.4%増と発表した[117]。
  - トルコの中央銀行は政策金利を1.25%引き上げ17.75%とした[118]。
- 8日
  - 日本の財務省は4月の経常収支(速報値)が1兆8451億円の黒字と発表した[119]。
  - 日本内閣府は1-3月期の国内総生産(2次速報値)は前期比0.2%減と発表した[120]。
- 11日 - トルコ統計局は1-3月期の国内総生産は前年比7.4%増と発表した[121]。
- 13日 - アメリカ合衆国の中央銀行は政策金利を0.25%引き上げ1.75?2%とした[122]。
- 14日 - オーストラリア連邦統計局は5月の失業率が5.4%と発表した。前月から0.2%改善[123]。
- 20日
  - ナスダック総合指数が過去最高の7781.52となった[124]。
  - アメリカ合衆国商務省は1-3月の経常収支が前期比6.9%増の1241億1000万ドルの赤字と発表した[125]。
- 21日 - メキシコの中央銀行は政策金利を0.25%引き上げ7.75%とした[126]。
- 22日 - フランスの国立統計経済研究所は1-3月の国内総生産(確報値)が0.2%増と発表した[127]。
- 26日 - ダウ平均株価からゼネラル・エレクトリックが除外され、ドラッグストア大手ウォルグリーン・ブーツ・アライアンスが追加される。GEの除外により1896年のオリジナル銘柄が全て消滅[128][129]
- 27日 - NZドル/米ドルが16年6月以来のNZドル安、0.6784米ドルとなった[130]。
- 29日
  - 日本の総務省は5月の完全失業率が25年7ヶ月ぶりの低水準2.2%と発表した。有効求人倍率は44年4ヶ月ぶりの高水準1.60倍[131]。
  - アメリカ合衆国の商務省は5月の個人消費支出が前年比2.3%増と発表した[132]。
  - 中国の国家外為管理局は1-3月の経常収支(改定値)が341億ドルの赤字と発表した。赤字は8年ぶり[133]。
  - カナダの統計局は4月の国内総生産が前年比0.1%増と発表した。赤字は8年ぶり[133]。
  - イギリスの国立統計局は1-3月の国内総生産(確報値)が前期比0.2%増と発表した[134]。

### 7月
- 3日 - 日銀は6月末の資金供給量が前月比2.1%増で過去最高の502兆9173億円となったと発表した[135]。
- 5日 - 大韓民国の中央銀行は5月の経常収支(暫定)が86.8億ドルの黒字と発表した。黒字は75ヶ月連続[136]。
- 6日
  - カナダの統計局は6月の雇用者数が前月比3.18万人増、失業率は0.2%増の6.0%と発表した[137]。
  - 日本の総務省は5月の消費支出が前年比3.9%減と発表した[138]。
- 7日 - 日本の厚生労働省は5月の実質賃金が前年比1.3%増と発表した[139]。
- 10日 - 石油元売り2位の出光興産と4位の昭和シェル石油は、2019年4月に経営統合することを正式発表[140]。この合併により石油元売りでは、最大手で新日本石油(ENEOS)を中心にジャパンエナジー・東燃ゼネラル石油らを傘下に持つJXTGホールディングスに次ぐ企業が誕生、業界3位のコスモ石油を大きく引き離す[141]。
- 9日 - 日本の財務省は5月の経常収支が1兆9383億円の黒字と発表した[142]。
- 10日 - イギリスの国立統計局は5月の国内総生産が前月比0.3%増と発表した[134]。
- 13日 - シンガポールの貿易産業省は4-6月の国内総生産(速報値)が前期比1%増と発表した[143]。
- 17日 - ナスダック総合指数が過去最高の7855.12となった[144]。
- 18日 - ベネズエラの石油鉱業大臣が金の精製をトルコで行っていると発言した。精製された金はベネズエラに返還される[145]。
- 21日 - 欧州中央銀行は5月の経常収支が224億ユーロの黒字と発表した[146]。
- 24日 - 台湾行政院主計総処が6月の失業率は同月としては18年ぶりの最低水準3.70%と発表した[147]。
- 25日
  - ベネズエラの大統領が通貨ボリバル・フエルテの5桁デノミネーションを発表した[148]。
  - ナスダック総合指数が過去最高の7932.24となった[149]。
- 27日
  - フランス国立統計経済研究所は6月の消費支出が前月比で0.1%増と発表した[150][151]。
  - アメリカ合衆国商務省は4-6月期の国内総生産(速報値)が年率換算で前期比4.1%増と発表した[152]。
- 31日
  - 日本厚生労働省は6月の有効求人倍率は44年半ぶりの高水準1.62倍と発表した[153]。
  - 欧州連合統計局は6月の失業率が9年半ぶりの低水準、8.3%と発表した[154]。
  - アメリカ合衆国の商務省は6月の個人消費支出が前月比0.4%増と発表した[155]
  - メキシコの国立統計地理情報院は4-6月期の国内総生産(速報値)が前年比2.7%増と発表した[156]。

### 8月
- 1日 - ドル/トルコリラが史上最安値のリラ安、1ドル=5.0150ドルとなった[157]。
- 2日
  - 日銀は7月末の資金供給量が過去最高の502兆9788億円となったと発表した[158]。
  - イギリスの中央銀行は政策金利を0.25%引き上げ7.75%とした[159]。
- 3日 - 大韓民国の中央銀行は6月の経常収支(速報値)が73億8000万ドルの黒字と発表した。黒字は76ヶ月連続[160]。
- 6日 - インドネシア統計局は4-6月の国内総生産が前年比5.27%増と発表した[161]。
- 7日 - 日本の総務省は6月の消費支出が前年比1.2%減と発表した[162]。
- 8日
  - 中国の国家外為管理局は4-6月の経常収支(速報値)が58億ドルの黒字と発表した[163]。
  - 日本の財務省は6月の経常収支(速報値)が1兆1756億円の黒字と発表した[164]。
- 9日
  - フィリピンの統計局は4-6月の国内総生産が前年比6.0%増と発表した[165]。
  - フィリピンの中央銀行は政策金利を0.5%引き上げ4%とした[166]。
- 10日
  - ドル/トルコリラが史上最安値のリラ安、1ドル=6.6リラとなった[167]。
  - イギリスの国立統計局は4-6月の国内総生産(速報値)が前期比0.4%増と発表した[168]。
  - 日本の内閣府は4-6月の国内総生産(1次速報値)が前期比0.5%増と発表した[169]。
- 13日 - アルゼンチンの中央銀行は政策金利を5%引き上げ45%とした[170]。
- 14日 - イギリス政府統計局は4-6月の失業率が、1975年以来の低水準4.0%と発表した[171]。
- 15日 - カタールの中央銀行はトルコと最大150億ドル規模の通貨スワップ協定を締結した[172]。
- 16日 - オーストラリア連邦統計局は7月の失業率が6年ぶりの低水準5.3%と発表した。前月から0.1%改善[173]。
- 17日
  - 台湾主計総処は4-6月の域内総生産(改定値)が前年比3.3%増と発表した[174]。
  - マレーシアの中央銀行は4-6月の国内総生産が前年比4.5%増と発表した[175]。
  - 上海総合指数が2年7ヶ月ぶりの安値2,668.9660となった[176]。
- 18日 - 日銀の総資産が2017年度の名目国内総生産を上回ることが明らかになった[177]。
- 19日 - トルコで大統領の「ドルやユーロは銀行でリラに両替しよう」という訴えに応じた動き(両替領収書キャンペーン)が広がっている[178]。
- 20日
  - ベネズエラ国営石油会社で20日から給料やサービスの支払い単位としてペトロ (通貨)の使用が義務付けられると、大統領が発表した[179]。
  - トルコの中央銀行はレポ金利での資金供給を停止し、政策金利を実質1.5%引き上げた[180]。
- 24日
  - ナスダックが過去最高の7945.98となった[181]。S&P 500も過去最高の2874.69となった[182]。
  - メキシコの国立統計地理情報院は4-6月期の国内総生産(確定値)が前年比2.6%増と発表した[183]。
- 29日
  - ナスダックが過去最高の8109.69となった。S&P 500も過去最高の2914.04となった[184]。
  - フランスの国立統計経済研究所は4-6月期の国内総生産(改定値)が前年比0.2%増と発表した[185]。
- 30日
  - アメリカ合衆国の商務省は7月の物価(PCEコアデフレーター)が前年比2.0%増と発表した。6年3ヶ月ぶりに中央銀行が目標とする2%に達した[185]。
  - カナダの統計局は4-6月期の国内総生産が年率換算で前期比2.9%増と発表した。1年ぶりの高水準[186]。
  - アルゼンチンの中央銀行は政策金利を15%引き上げ60%とした。ドル/アルゼンチンペソが史上最安値のペソ安、1ドル=42ペソとなった[187]。
- 31日 - 日本厚生労働省は7月の有効求人倍率は44年半ぶりの高水準1.63倍と発表した[188]。

### 9月
- 3日
  - 日本の財務省は2017年度の法人企業統計(金融業・保険業を除く)で利益剰余金(内部留保)が過去最高の446兆円と発表した。労働分配率は前年度比1.3%減の66.2%[189]。
- 4日
  - 日銀は8月末の資金供給量が501兆9637億円となったと発表した[190]。
  - ドル/ルピアが20年ぶりのルピア安、1ドル=1万4940ルピアとなった[191]。
  - オーストラリアの連邦統計局は4-6月期の経常収支が134億7200万豪ドルの赤字と発表した[192]。
  - 南アフリカ統計局は4-6月期の国内総生産が前期率0.7%減と発表した[193]。
- 5日 - オーストラリア連邦統計局は4-6月期の国内総生産が6年ぶり高水準、前期率0.9%増と発表した[194]。
- 7日
  - ベネズエラの国会は8月末の物価上昇が前年比20万%増と発表した[195]。
  - 日本の総務省は7月の消費支出が前年比0.1%増と発表した[196]。
- 10日 - 日本の財務省は7月の経常収支(速報値)が2兆97億円の黒字と発表した[197]。
- 11日 - イギリスの統計局は5-7月の賃金(賞与を除く)が前年比2.9%増と発表した。失業率は43年ぶりの低水準、4%を維持[198]。
- 12日
  - フィリピンの民間調査会社は6月の失業率は19.7%と発表した。3月より4.2%改善[199]。
  - 韓国の統計庁は8月の青年失業率が19年ぶりの高水準10%と発表した[200]。
- 13日 - トルコの中央銀行は政策金利を6.25%引き上げ24%とした[201]。
- 14日 - ロシアの中央銀行は政策金利を0.25%引き上げ、7.5%とした[202]。
- 17日 - 上海総合指数が3年10ヶ月ぶりの安値2651.79となった[203]。
- 19日
  - アメリカ合衆国の商務省は4-6月の経常収支が1014億6000万ドルの黒字と発表した。前期から16.6%減[204]。
  - ニュージーランドの統計局は4-6月の経常収支が16億1900万NZドルの赤字と発表した。前期は8800万NZドルの黒字[205]。
- 20日 - ニュージーランドの統計局は4-6月の国内総生産が前期比1.0%増と発表した[206]。
- 21日 - ダウ平均株価が過去最高の26743.50ドルとなった[207]。
- 27日
  - アメリカ合衆国の中央銀行は政策金利を0.25%引き上げ、2～2.25%とした[208]。
  - フィリピンの中央銀行は政策金利を0.5%引き上げ、4.5%とした[209]。
  - インドネシアの中央銀行は政策金利を0.25%引き上げ、5.75%とした[210]。
  - チェコの中央銀行は政策金利を0.25%引き上げ、1.5%とした[211]。
- 28日
  - フランスの国立統計経済研究所は8月の消費支出が前月比0.8%増と発表した[212]。
  - アメリカ合衆国の商務省は8月の個人消費支出が前月比0.3%増と発表した[213]。
  - 日本の総務省は8月の完全失業率が2.4%と発表した。15～64歳の就業率は77.0%と過去最高を更新[214]。

### 10月
- 1日 - 欧州連合の統計局は8月のユーロ圏失業率が10年ぶりの低水準、8.1%と発表した[215]。
- 3日 - 原油先物のWTIが2014年1月以来の高値76.90ドルとなった[216]。
- 5日 - トヨタ自動車とソフトバンクグループが自動運転車技術などモビリティー（移動手段）に関する新たなサービスで提携し、共同出資会社を設立すると発表[217]。
- 5日
  - アルゼンチンの日替わりで変動する政策金利が73.31%となった[218]。
  - 豪ドル/米ドルが2年10ヶ月ぶりの豪ドル安、0.70625米ドルとなった[219]。
  - アメリカ合衆国の労働省は9月の失業率が49年ぶりの低水準、3.7%と発表した[220]。
  - 日本の厚生労働省は8月の実質賃金(変更の影響を除いた参考値)が前年比0.8%増と発表した[221]。
  - 日本の総務省は8月の消費支出が前年比2.8%増と発表した[222]。
  - アメリカ合衆国の長期金利は7年5ヶ月ぶりの高水準3.24%となった[223]。
- 9日 - 日本の財務省は8月の経常収支(速報値)が1兆8384億円の黒字と発表した[224]。
- 10日 - イギリスの国立統計局は6-8月の国内総生産が前期比0.7%増と発表した[225]。
- 11日
  - 上海総合指数が4年ぶりの安値2583.46となった[226]。
  - 大韓民国の中央銀行は8月の経常収支(速報値)が84億4000万ドルの黒字と発表した。黒字は78ヶ月連続[227]。
- 12日 - 大韓民国の統計庁は9月の失業率が13年ぶりの高水準、3.6%と発表した[228]。
- 17日 - アメリカ合衆国財務長官とメキシコ財務公債相は最大90億ドル規模の信用供与協定に調印した[229]。
- 18日 - 上海総合指数が4年ぶりの安値2486.42となった[230]。
- 24日 - カナダの中央銀行は政策金利を0.25%引き上げ、1.75%とした[231]。
- 25日 - 大韓民国の中央銀行は7-9月の国内総生産(速報値)が前期比0.6%増と発表した[232]。
- 26日
  - 日銀は中華人民共和国の中央銀行と最大3.4兆円規模の為替スワップ協定を締結したと発表した。期限は2021年10月25日[233]。
  - アメリカ合衆国商務省は7-9月期の国内総生産(速報値)が年率換算で前期比3.5%増と発表した[234]。
- 29日
  - アメリカ合衆国の商務省は9月の個人消費支出が前月比0.4%増と発表した[235]。
  - インドと日本の首相は総額750億ドルの通貨スワップ協定に最終合意した[236]。
- 30日
  - 欧州連合統計局は7-9月期の域内総生産(速報値)が前期比0.2%増と発表した[237]。
  - フランス国立統計経済研究所は7-9月期の国内総生産が前期比0.4%増と発表した[238]。
  - フランス国立統計経済研究所は9月の消費支出が前月比1.7%減と発表した[239]。
  - イタリア国家統計局は7-9月期の国内総生産が前期比かわらずと発表した[240]。
  - 日本総務省は9月の有効求人倍率は44年8ヶ月ぶりの高水準、1.64倍と発表した[241]。
- 31日 - 台湾主計総処は7-9月期の域内総生産(速報値)が前年比2.28%増と発表した[242]。

### 11月
- 5日 - インドネシア統計局は7-9月期の国内総生産が前年比5.17%増と発表した[243]。
- 6日
  - 大韓民国の中央銀行は9月の経常収支(速報値)が108.3億ドルの黒字と発表した。黒字は79ヶ月連続[244]。
  - 日本の総務省は9月の消費支出が前年比1.6%減と発表した[245]。
- 7日 - 日本の厚生労働省は9月の実質賃金(共通事業所)が前年比1.3%減と発表した[246]。
- 8日
  - フィリピン統計局は7-9月期の国内総生産が前年比6.1%増と発表した[247]。
  - 日本の財務省は9月の経常収支(速報値)が1兆8216億円の黒字と発表した[248]。
- 9日 - イギリス統計局は7-9月期の国内総生産(改定値)が前期比0.6%増と発表した[249]。
- 13日 - イギリスの統計局は7-9月の賃金(賞与を除く)が前年比3.2%増と発表した。ほぼ10年ぶりの高い賃金上昇[250]。
- 14日 - 日本の内閣府は7-9月の国内総生産(1次速報値)が前期比0.3%減と発表した[251]。
- 15日
  - メキシコの中央銀行は政策金利を0.25%引き上げ8%とした[252]。
  - インドネシアの中央銀行は政策金利を0.25%引き上げ6%とした[253]。
  - オーストラリア連邦統計局は10月の失業率が2012年以来の低水準5%と発表した[254]。
- 16日
  - マレーシアの中央銀行は7-9月の国内総生産が前年比4.4%増と発表した[255]。
  - 香港政府は7-9月の域内総生産が前年比2.9%増と発表した[256]。
- 19日 - 欧州中央銀行は9月の経常収支が170億ユーロの黒字と発表した[257]。
- 23日 - ドイツ連邦統計局は7-9月の国内総生産(改定値)が前期比0.2%減と発表した[258]。
- 29日
  - アメリカ合衆国の商務省は10月の個人消費支出が前月比0.6%増と発表した[259]。
  - ドイツ連邦雇用庁は11月の失業率がドイツ統一(1990年)以来最低の5.0%と発表した[260]。
- 30日
  - 大韓民国の中央銀行は政策金利を0.25%引き上げ1.75%とした[261]。
  - インド統計・計画実施省は7-9月の国内総生産が前年比7.9%増と発表した[262]。
  - ブラジル地理統計院は7-9月の国内総生産が前期比0.8%増と発表した[263]。

### 12月
- 3日
  - 日本の財務省は7-9月の法人企業統計(金融業・保険業を除く)で利益剰余金(内部留保)が過去最高の453兆円と発表した。前年比16.5%増[264]。
  - アルゼンチンの中央銀行は中国との90億ドル規模の通貨スワップ協定に調印したと発表した[265]。
- 4日 - 南アフリカは7-9月期の国内総生産が前期比年率2.2%増と発表した[266]。
- 6日 - 大韓民国の中央銀行は10月の経常収支が91.9億ドルの黒字と発表した。黒字は80ヶ月連続[267]。
- 7日
  - 日本の総務省は10月の消費支出が前年比0.3%減と発表した[268]。
  - カナダの統計局は11月の雇用者数が前月比9.4万人増、失業率は0.2%減の5.6%で1976年以来の低水準と発表した[269]。
- 10日
  - 日本の内閣府は7-9月の国内総生産(2次速報値)が前期比0.6%減と発表した[270]。
  - トルコ統計庁は7-9月期の国内総生産は前年比1.6%増と発表した[271]。
  - 日本の財務省は10月の経常収支(速報値)が1兆3099億円の黒字と発表した。52ヶ月連続の黒字[272]。
- 11日
  - トルコの中央銀行は10月の経常収支が27.7億ドルの黒字と発表した。過去最高の黒字[273]。
  - イギリスの統計局は8-10月の実質賃金が前年比1.1%増と発表した[274]。
- 12日 - 大韓民国の統計庁は11月の失業率が19年ぶりの高水準、3.2%と発表した[275]。
- 19日 - アメリカ合衆国の中央銀行は政策金利を0.25%引き上げ2.25?2.5%とした[276]。
- 20日
  - メキシコの中央銀行は政策金利を0.25%引き上げ8.25%とした[277]。
  - 欧州中央銀行は10月の経常収支が230億ユーロの黒字と発表した[278]。
- 21日
  - カナダの統計局は10月の国内総生産が前月比0.3%増と発表した[279]。
  - フランス国立統計経済研究所は11月の消費支出が前月比0.3%減と発表した[280]。
  - 日本の中央銀行は9月末の家計が保有する金融資産残高が前年比2.2%増で過去最高の1859兆円と発表した。企業が保有する金融資産残高は前年比6.3%増で過去最高の1210兆円[281]。
- 22日
  - イギリスの国立統計局は7-9月の経常収支が265億ポンドの赤字と発表した[282]。
- 26日 - アメリカ合衆国の株式主要3指数(ダウ平均株価、ナスダック、S&P 500)がいずれも4%以上値上がりし(11年ぶり)、S&P 500は505銘柄のうち504銘柄が値上がりした。値下がり銘柄はニューモント[283]。
- 28日 - 中国の国家外為管理局は7-9月の経常収支(確定値)が233億ドルの黒字と発表した[284]。
- 30日 - 日本、メキシコ、シンガポール、ニュージーランド、カナダ、オーストラリアの6カ国で環太平洋経済連携協定が発効した。ベトナムは翌月14日発効[285][286]。

## 企業の上場と上場廃止
- 上場廃止(東証1)：1月23日 - 富士機工[287]
- 上場廃止(東証1)：1月29日 - 郵船ロジスティクス[287]
- 上場廃止(東証1)：3月28日 - 沖電線[287]
- 上場(ニューヨーク)：4月3日 - スポティファイ・テクノロジー（サービス名：Spotify）[288]。
- 上場(マザーズ)：6月19日 - メルカリ[289]
- 上場廃止(東証1)：7月23日 - 日本海洋掘削[287]
- 上場廃止(東証2)：8月6日 - キタムラ[290]
- 上場(東証1)：12月19日 - ソフトバンク[291]